# Veia cólica direita
A veia cólica direita é tributária da veia mesentérica superior.
1. ↑  «Veias do abdome – Anatomia papel e caneta». Consultado em 20 de maio de 2022